# Percy Grainger

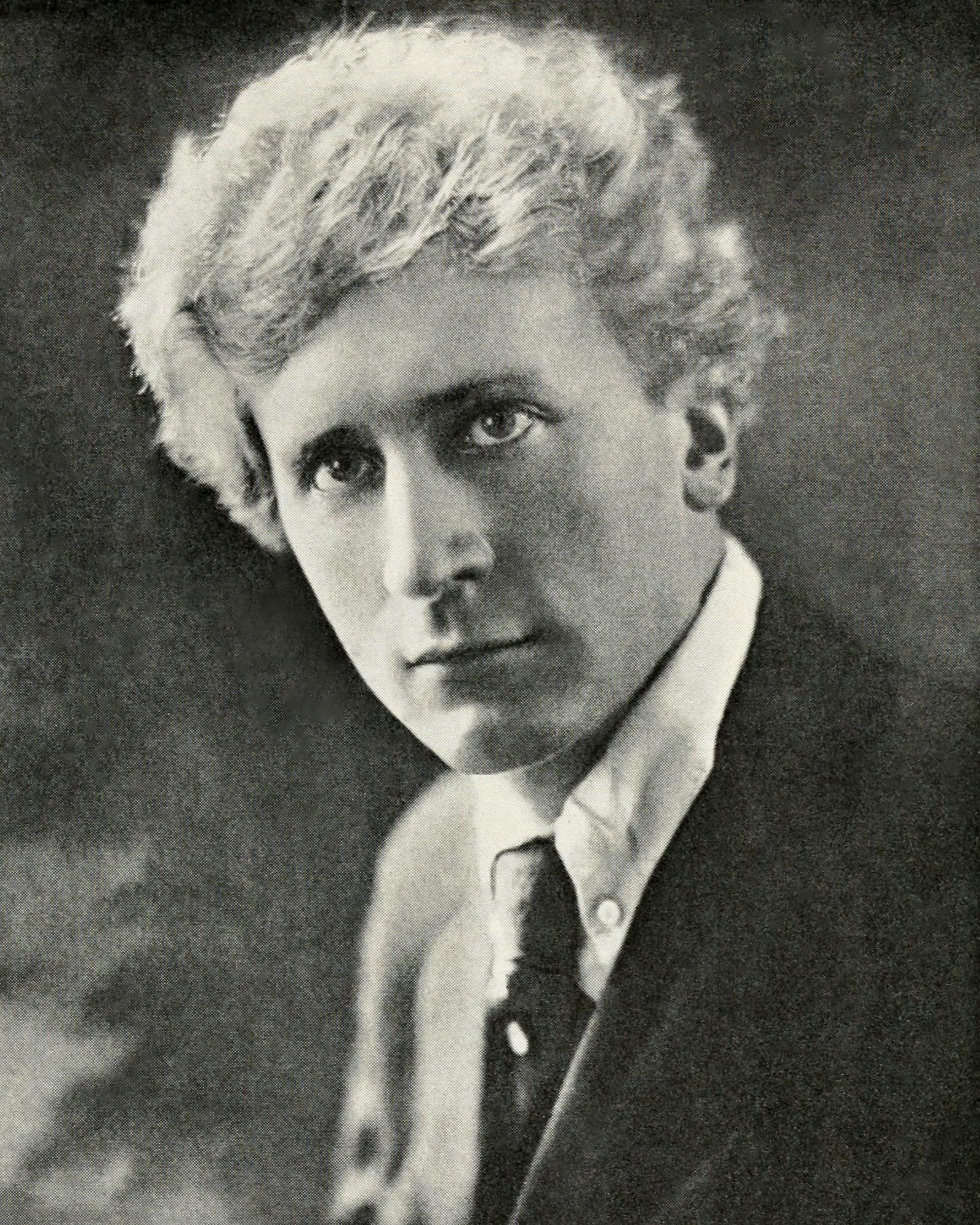
Percy Grainger 1922

Percy Aldridge Grainger (* 8. Juli 1882 in Brighton, einem Vorort von Melbourne; † 20. Februar 1961 in White Plains, Bundesstaat New York) war ein in Australien geborener US-amerikanischer Pianist, Komponist und Hochschullehrer.

## Leben
Percy Graingers Vater war Architekt und Einwanderer aus London, seine Mutter, Rose, Hotelierstochter aus Adelaide, stammte ebenfalls aus einer englischen Einwandererfamilie. Der Vater war Alkoholiker, und als Grainger 11 Jahre alt war, trennten sich die Eltern, nachdem die Mutter von seinem Vater mit Syphilis infiziert worden war; der Vater kehrte anschließend nach London zurück. Die Mutter, eine herrschsüchtige und besitzergreifende, jedoch kulturell gebildete Persönlichkeit, die seine musikalischen Fähigkeiten erkannte, brachte ihn – nach Studien bei Louis Pabst – 1895 nach Europa zum Studium an Dr. Hoch’s Konservatorium in Frankfurt am Main (als Zugehöriger der sogenannten Frankfurt Group). Er erhielt dort bei James Kwast Klavierunterricht. Auch Ferruccio Busoni (1866–1924) war für kurze Zeit sein Lehrer. Durch die Verwendung irregulärer und ungebräuchlicher Metren legte Grainger dort seine Ambitionen als musikalischer Experimentator an den Tag.
Ab 1900 bereiste Grainger Europa als Konzertpianist. Von 1901 bis 1914 lebte er in London und schloss 1906 Freundschaft mit Edvard Grieg, der ihn auch beeinflusste, so in der Entwicklung seines Interesses an der Aufzeichnung von Volksliedern des ländlichen England. Es entstanden die ersten Kompositionen.
Beim Ausbruch des Ersten Weltkriegs 1914 zog Grainger in die USA und beantragte die US-amerikanische Staatsbürgerschaft. Als die USA 1917 in den Krieg eintraten, meldete er sich als Militärmusiker und trat – zunächst als Saxophonist – in eine Militärkapelle ein, die er später dirigierte. Mit ihr gab er zahlreiche Konzerte, um für Kriegsanleihen zu werben, und reiste mit ihr durch Nordamerika, Europa, Südafrika und Australien.
1918 wurde er Bürger der USA. Sein Klavierstück Country Gardens machte ihn bekannt und wurde ein „Hit“ seiner Zeit, obwohl Grainger selbst es zunehmend verabscheute. Mit wachsendem Wohlstand zog Grainger nach dem Krieg mit seiner Mutter in den reichen New Yorker Vorort White Plains. Rose Graingers Gesundheit nahm jedoch physisch wie psychisch ab, und sie starb 1922 durch Suizid. Dies „befreite“ Grainger von einer außerordentlich intensiven Beziehung, die fälschlicherweise als inzestuös angesehen worden war; jedoch blieb ihm auch während seines weiteren Lebens das Andenken seiner Mutter teuer.
Im selben Jahr reiste er nach Dänemark. Dies war seine erste Reise nach Skandinavien, um dort Volksmusik zu sammeln; 1906 hatte er bereits Grieg besucht. Die Orchesterfassungen der Musik dieser Region gehören zu seinen Schöpfungen. 1919 bis 1931 wirkte er als Dozent am Music College in Chicago.
Im November 1926 traf Grainger die schwedische Künstlerin und Dichterin Ella Ström und verliebte sich sofort in sie. Ihre Hochzeit fand zwei Jahre später in der Hollywood Bowl während eines Konzerts vor 20.000 Zuhörern statt, mit einem Orchester von 126 Musikern sowie einem Chor, der seine neueste Komposition To a Nordic Princess, seiner Ella gewidmet, darbot.
In den Jahren 1932 und 1933 war Grainger Dekan für Musik an der New York University und unterstrich seinen Ruf als Experimentator dadurch, dass er Jazz in den Lehrplan aufnahm und Duke Ellington als Gastdozent einlud; allerdings empfand er das akademische Dasein als schwierig und gab es bald endgültig auf. 1935 erfolgte die Grundsteinlegung des Grainger-Museums, das der Universität von Melbourne angegliedert ist.
1940 zogen die Graingers nach Springfield (Missouri), von wo aus Grainger erneut auf Reisen ging, um während des Zweiten Weltkriegs eine Reihe von Militärkonzerten zu geben. Nach dem Krieg belasteten ihn mehr und mehr seine schlechte Gesundheit, abnehmende pianistische Fähigkeiten und das allgemein zunehmende Desinteresse an klassischer Musik.
In seinen letzten Lebensjahren entwickelte Grainger in Zusammenarbeit mit Burnett Cross die „Free Music Machine“, einen Vorläufer des Synthesizers. 1950 wurde er zum Mitglied der American Academy of Arts and Letters gewählt. 1990 wurde er in Anerkennung seines Wirkens postum in die ARIA Hall of Fame aufgenommen.

## Persönliches
Grainger war praktizierender Sado-Masochist und offener Rassist und Antisemit. Seine Xenophobie war jedoch inkonsequent und exzentrisch: Er bewunderte folkloristische musikalische Formen und war mit Duke Ellington und George Gershwin befreundet. Andererseits verwendete er in seinen Briefen und Musikhandschriften einen von ihm als „blue-eyed English“ bezeichneten Stil, ähnlich dem sogenannten Anglish und dem „Pure English“ des Dichters William Barnes aus Dorset, der alle Einflüsse des Latein tilgte. So wurde „music“ mit „tone-art“ und „article“ mit „writ-piece“ ersetzt.

## Werke
Grainger sammelte über 500 Folk songs, welche die Basis für seine British Folk Music Settings wie etwa Country Gardens, Molly on the Shore, Shepherd’s Hey! und Irish Tune from County Derry bildeten. In aller Regel veröffentlichte er von seinen Kompositionen mehrere Versionen, etwa für Blasorchester (Wind Band oder Military Band), Bläser-Quintett (Wind-Quintet) und ein oder zwei Klaviere.

### Werke für Orchester
- 1928: Colonial Song
- In a Nutshell, Suite
- Molly on the Shore, Irish Reel
- The Warriors – Music to an Imaginary Ballet (1918), wahrscheinlich Graingers wichtigstes Werk
- The Merry Wedding für Chor und Orchester
- Danish Folksong Suite
- Arrival Platform Humlet für Orchester und Piano
- Australian Marching Song
- Beaches of Lukannon für gemischten Chor, Streicher und Harmonium
- Train Music (1901)
- Scotch Strathspey And Reel für Chor und Orchester („What shall we do with a drunken sailor?“)

### Werke für Blasorchester
- 1901/1902: Hill Song no 1 (ursprünglich gesetzt für 2 Piccoloflöten, 6 Oboen, 6 Englischhörner, 6 Fagotte und Kontrafagott)
- 1905: Lads of Wamphray March
- 1905: Walking Tune
- 1907: Hill Song no 2, Balfour Gardiner gewidmet; 1929 eingerichtet für zwei Flöten, (davon eine auch als Piccolo), Oboe, Englischhorn, zwei Klarinetten, Bassklarinette, Fagott, zwei Trompeten, Horn, Posaune, Becken, zwei Harmoniums (oder ein Harmonium und eine Orgel) und Piano
- 1910: Mock Morris
- 1911: The Sussex Mummers’ Christmas Carol
- 1911: I’m Seventeen Come Sunday
- 1911: Willow, Willow
- 1912: Sir Eglamore für gemischten Chor und Blasorchester
- 1914: The Bride’s Tragedy für gemischten Chor und Blasorchester
- 1916: Arrival Platform Humlet
- 1916: The Warriors
- 1918: Children’s March: Over the Hills and Far Away
- 1918: Irish Tune from County Derry; Shepherd's Hey
- 1919: Molly on the Shore
- 1923: The Widow’s Party für Männerchor und Blasorchester
- 1928: Colonial Song
- 1937: La Serenade Toscane Opus 3 Nr. 6 von Gabriel Fauré, für Blasorchester gesetzt
- 1937: Lincolnshire Posy
  1. Lisbon (Dublin Bay)
  2. Horkstow Grange
  3. Rufford Park Poachers
  4. The Brisk Young Sailor
  5. Lord Melbourne
  6. The Lost Lady Found
- 1938: The Merrie King
- 1939: The Immovable Do
- 1939: The Duke of Marlborough Fanfare
- 1942: The „Gum-Sucker’s“ March
- 1942: Chorale No. II von César Franck, für Blasorchester gesetzt
- 1943: The Power of Rome and the Christian Heart
- 1948: Marching Song of Democracy für gemischten Chor und Blasorchester
- 1949: Ye Banks and Braes o’ Bonnie Doon
- 1953: Country Gardens
- 1953: Bell Piece; Fantasie über ein Lied von John Dowland: Now, O Now, I Needs Must Part
- 1954: Faeroe Island Dance (Let’s Dance Gay In Green Meadow [Neath The Mould Shall Never Dancer’s Tread Go])
- Angelus Ad Virginem
- Australian Up-Country Song

### Kammermusik
- 1902: The Three Ravens für Baritonsolo, Chor und fünf Klarinetten
- 1907: Died For Love für Vokalsolist, Flöte, Klarinette und Fagott
- 1912: Walking Tune für Bläserquintett; später vom Komponisten auf Wunsch von Leopold Stokowski für symphonische Bläserbesetzung umgearbeitet.
- 1938: The Merrie King für drei Klarinetten, Flöte, Bassklarinette, Baritonsaxophon, Kontrafagott, Trompete, Horn und Piano
- Afterword für Chor und Blechbläser
- As Sally Sat A’Weeping Blechbläser-Quintett
- Beautiful Fresh Flower für Saxophon-Trio

### Werke für Klavier
- Always Merry and Bright für Klavier zu 4 Händen

### Vokalmusik
- Agincourt Song für Chor
- Anchor Song für Chor
- At Twilight für gemischten Chor mit Solo-Tenor

## Film
- 1999: Extreme Leidenschaft (Passion) – Filmbiographie unter der Regie von Peter Duncan